# アーステクニカ
株式会社アーステクニカ（英: EARTHTECHNICA Co,Ltd,）は川崎重工業グループの破砕機・粉砕機・環境リサイクル機器の総合メーカー。
当初は、川崎重工業と神戸製鋼所の破砕機部門統合会社として設立したが、現在は川崎重工の100%子会社（川崎重工グループ）となっている。

## 主力製品・事業
- 破砕機
- 粉砕機
- 環境リサイクル用機器
- 耐摩耗・耐熱等鋳造製品

## 主要事業所
- 本社 - 東京都千代田区
- 八千代工場 - 千葉県八千代市

## 沿革
- 2003年（平成15年） - 川崎重工業と神戸製鋼所の破砕機部門（営業と設計）統合会社として設立。
- 2005年（平成17年） - 両社の製造部門を統合（製販統合）。
- 2008年（平成20年） - 川崎重工業が当社の株式を100%取得。